# Biblioteca nazionale Ivan Vazov
La Biblioteca nazionale Ivan Vazov (in bulgaro Народна библиотека "Иван Вазов"?, Narodna biblioteka "Ivan Vazov") è la principale biblioteca di Plovdiv, la seconda città della Bulgaria. È intitolata al poeta e scrittore Ivan Vazov.
Con i suoi oltre 1 500 000 libri è la seconda biblioteca del paese per patrimonio. Essendo stata fondata nel 1879, è anche la seconda più antica biblioteca bulgara. Nel 1974 si è trasferita nell'attuale edificio nella parte meridionale del quartiere della Città Giardino.